# Fabiola Campomanes
Fabiola Campomanes Rojas (Ciudad de México; 30 de julio de 1972) es una empresaria y actriz mexicana.

## Biografía
Inició su carrera en la telenovela Los parientes pobres (1993) al lado de Lucero y Ernesto Laguardia.
Ingresa al CEA (Centro de Educación Artística), también estudiando en otras universidades artísticas de México.
En 2005 anuncia que ha aceptado la propuesta de posar totalmente desnuda para la edición latina de la revista Playboy. Ha posado desnuda para otras revistas como FMH, Max, y H Extremo.
En 2009 recibe la propuesta de protagonizar la telenovela Niños ricos, pobres padres para la cadena Telemundo.
En 2011 después de participar en Teresa, trabajó en la telenovela de Lucero Suárez Amorcito corazón.

## Trayectoria

### Telenovelas
- Cabo (2022-2023) - Malena Sánchez[1]
- Guerra de ídolos (2017) - Itzel Paz de Zabala
- Mi corazón es tuyo (2014-2015) - Jennifer Rodríguez[2]
- Amorcito corazón (2011-2012) - Manuela Ballesteros Tres Palacios / Sofía Ballesteros Tres Palacios de Lobo[3]
- Teresa (2010-2011) - Esperanza Medina
- Hasta que el dinero nos separe (2009-2010) - Dolores "Lola" Sansores
- Niños ricos, pobres padres (2009) - Lucía Ríos
- Las tontas no van al cielo (2008) - Alicia Morales Alcalde
- Duelo de pasiones (2006) - Thelma Castelo de Valtierra
- Ladrón de corazones (2003) - Inés Santoscoy
- El país de las mujeres (2002) - Renata
- Agua y aceite (2002) - Elena
- La calle de las novias (2000) - María Sánchez
- Azul tequila (1998-1999) - Lorenza De Icaza
- Los hijos de nadie (1997) - Lourdes
- Retrato de familia (1995-1996) - Malena
- María José (1995) - Linda
- Imperio de cristal (1995) - Juanita
- Prisionera de amor (1994) - Lucila
- Los parientes pobres (1993) - Elda

### Programas
- MasterChef Celebrity (2023) - 15.ª eliminada.[4]
- Diario de un gigoló (2022) - Ana[5]
- El juego de las llaves (2019-2024) - Bárbara Cuevas[6][7]
- Dos Lunas (2014) - Karina Rangel
- Pole Glam (2014)
- Correo de inocentes (2011) - Australia
- Los héroes del norte (2010-2011) - Ignacia "La Comadre"
- Tiempo final (2009) - Tatiana
- La Parodia (2004) - Invitada
- Big Brother VIP (2002-2004) - Participante
- WAX TV Ácida (2006-2008) - Conductora
- Incógnito (2005-2008) - Conductora
- Lo que callamos las mujeres (2001) - Ángeles
- Cuentos para solitarios (1999) - Sofía
- Mujer, casos de la vida real (1995-1997)

### Cine
- Amor en Navidad: Mi amor de Navidad (2023) - Elisa[8]
- El viaje de Keta (2016) - Carla
- Qué pena tu vida (2016) - Lorena
- Enemigos íntimos (2008)
- Lokas (2008) - Liliana
- Ambiciona (2006) - Paola
- Motel (2004) - Leonor de la Rosa
- Historias y testigos: Propiedad privada (2004)
- Historias y testigos: Asesino de la galería (2004)
- Historias y testigos: Ni una muerta más (2004)
- Francisca  (2002) - Adela
- Cococobona (1996)

### Teatro
- Anatomía Perfecta (2016)[9]

## Premios y nominaciones

### Premios TVyNovelas
| Año  | Categoría               | Programa/Telenovela | Resultado |
| ---- | ----------------------- | ------------------- | --------- |
| 2007 | Mejor actriz antagónica | Duelo de pasiones   | Nominada  |

### MTV Movie Awards México
| Año  | Categoría       | Programa/Telenovela | Resultado |
| ---- | --------------- | ------------------- | --------- |
| 2003 | Actriz favorita | De qué lado estás   | Nominada  |